# Provincia de Lecco
Lecco (en italiano: provincia di Lecco) es una provincia italiana de la región de Lombardía, en el norte de Italia. Tiene una población estimada, a fines de marzo de 2022, de 332 203 habitantes.
Su capital y ciudad más poblada es Lecco.

## Historia
La provincia de Lecco fue instituida en 1992 a partir de municipios desanexados de las provincias de Como y de la de Bérgamo.

## Subdivisiones
Se divide en los siguientes 84 comuni (municipios):
- Abbadia Lariana
- Airuno
- Annone di Brianza
- Ballabio
- Barzago
- Barzanò
- Barzio
- Bellano
- Bosisio Parini
- Brivio
- Bulciago
- Calco
- Calolziocorte
- Carenno
- Casargo
- Casatenovo
- Cassago Brianza
- Cassina Valsassina
- Castello di Brianza
- Cernusco Lombardone
- Cesana Brianza
- Civate
- Colico
- Colle Brianza
- Cortenova
- Costa Masnaga
- Crandola Valsassina
- Cremella
- Cremeno
- Dervio
- Dolzago
- Dorio
- Ello
- Erve
- Esino Lario
- Galbiate
- Garbagnate Monastero
- Garlate
- Imbersago
- Introbio
- La Valletta Brianza
- Lecco (la capital)
- Lierna
- Lomagna
- Malgrate
- Mandello del Lario
- Margno
- Merate
- Missaglia
- Moggio
- Molteno
- Monte Marenzo
- Montevecchia
- Monticello Brianza
- Morterone
- Nibionno
- Oggiono
- Olgiate Molgora
- Olginate
- Oliveto Lario
- Osnago
- Paderno d'Adda
- Pagnona
- Parlasco
- Pasturo
- Perledo
- Pescate
- Premana
- Primaluna
- Robbiate
- Rogeno
- Santa Maria Hoè
- Sirone
- Sirtori
- Sueglio
- Suello
- Taceno
- Valgreghentino
- Valmadrera
- Valvarrone
- Varenna
- Vercurago
- Verderio
- Viganò